# Agent Orange (Band)
Agent Orange ist eine Punk-Band, die 1979 in Placentia im kalifornischen Orange County gegründet wurde. Die Band kombiniert Hardcore- und Surfeinflüsse. Bekannt wurde sie vor allem durch ihre Debüt-EP Bloodstains und ihr Debütalbum Living in Darkness. Einzig verbliebenes Gründungsmitglied ist Sänger und Gitarrist Mike Palm.

## Bandgeschichte
Mike Palm, Scott Miller und Steve Soto waren Ende der 1970er-Jahre von der sich entwickelnden Punk- und Hardcoreszene beeinflusst. Sie hörten Dick Dale, die Ramones, die Sex Pistols und The Ventures. Ihre eigene Musik, die sie erstmals auf der EP Bloodstains veröffentlichten, kombinierte dabei die Melodieaffinität der Surfmusik mit der Geschwindigkeit und der Aggressivität des sich entwickelnden Hardcore. In der lebendigen kalifornischen Szene zu der Zeit konnten sie sich schnell etablieren und 1981 folgte die erste LP. Living in Darkness enthielt eine sauberer produzierte Version von Bloodstains, eigene Lieder wie die späteren Surfpunkklassiker Everything Turns Grey und Too Young To Die und eine Reihe von Standards und Coverversionen. Bis 1986 konnte die Band ihr Publikum vergrößern und profitierte vom Erfolg der gesamten Szene.
Danach verschwand die Band einige Jahre von der Bildfläche, bis sie sich 1991 mit dem Livealbum Real Live Sound zurückmeldete. Mike Palm blieb als einziges Bandmitglied konstant dabei, während die anderen Bandmitglieder regelmäßig wechselten. Agent Orange existierte zu der Zeit als Liveband, die auf Konzerten eine Mischung aus Covern und dem Backkatalog spielte. Nachdem die Band sich Ende der 1980er-Jahre faktisch aufgelöst hatte, folgte 1996 eine Wiedervereinigung, die zu einer Welt-Tournee und der Veröffentlichung eines neuen Albums führte. Virtually Indestructible führte dabei die musikalische Linie der älteren Veröffentlichungen fort. Agent Orange existiert weiterhin vor allem als Liveband, die Veröffentlichungen von 2000, 2003 und 2004 bestehen vor allem aus älteren Aufnahmen.

## Stil
Die Band spielt geraden Punk mit hörbaren Einflüssen von Heavy Metal und Surf-Rock. Die Band war ein Wegbereiter dieser Musik aus dem kalifornischen Umfeld heraus. In späteren Alben wurde die Band melodischer und stellte generell eine positivere Attitüde zur Schau. Der US-amerikanische Musikjournalist und Filmemacher Steven Blush bezeichnet die Musik der Band als „wütenden Punk (gepaart) mit lokalen Surf-Anleihen und erstklassigen Rock-Skills“. Er führt den mangelnden kommerziellen Erfolg der Band auf die notorische Faulheit ihrer Mitglieder zurück.

## Diskografie
- 1979: Bloodstains (EP, kein Label)
- 1981: Living in Darkness (Posh Boy Records)
- 1984: When You Least Expect It (EP, Enigma)
- 1986: This Is the Voice (Enigma)
- 1990: Real Live Sound (Livealbum, Restless Records)
- 1995: Bitchin' Summer (EP, Posh Boy Records)
- 1996: Virtually Indestructible (Gunka Disc)
- 2000: Greatest and Latest (Kompilation, Cleopatra)
- 2003: Sonic Snake Session (Kompilation, Restless Records)
- 2004: Blood Stained Hitz (Kompilation, Anarchy Music)
- 2008: Surfing to Some F#*ked Up S@!t (Kompilation, Anarchy Music)